# 韓泰來
韓泰來（朝鮮語：한테라，號澶濴，法名明月（來自黃真伊）。韓國著名伽倻琴演奏家、歌手、舞者。

## 生平
五歲起開始接受朝鮮傳統音樂和舞蹈表演藝術教育，亦受日本音樂、中國音樂的影響。在中央音乐学院师从周望中国古筝，在延边大学师从金星三朝鲜和延边的伽倻琴。已赴日本、中國、美國、法國等地演出，獲得韓國文化交流中心榮譽大使稱號。